# Подушечка стопы

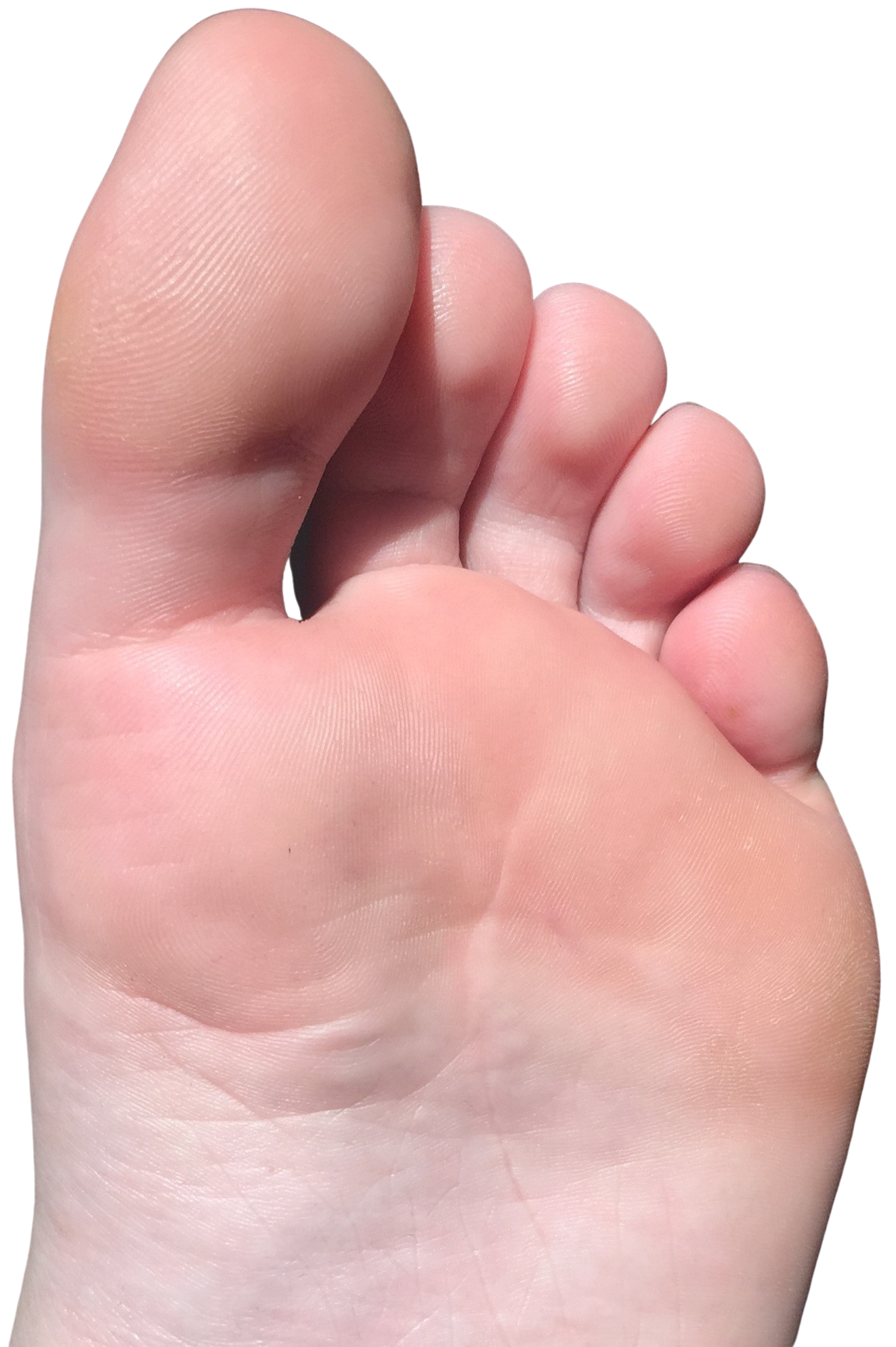
Подушечка стопы.

Подушечка стопы или подушка стопы — выпуклая упругая часть подошвы переднего отдела человеческой стопы, находящаяся у основания пальцев и имеющая непосредственный контакт с поверхностью, в котором она выполняет защитную функцию. Находясь в опорной точке стопы, жировая ткань подушечки смягчает давление на плюсневый отдел скелета стопы, в частности, в локомоторном цикле ходьбы, когда на него перемещается центр тяжести при поднятой пятке. Подушечка стопы также предохраняет подошвенные нервы и сухожилия, проходящие к пальцам через контактный отдел стопы, в том числе от сдавливания находящимися над ними плюсневыми костями. Патологические изменения в подушечке и костном отделе плюсны могут вызывать болевую симптоматику известную как метатарзалгия. В боевых искусствах и танцах подушечка стопы выделяется в отдельную функциональную часть подошвы.
Анатомически подушечка стопы расположена на границе продольного свода стопы на месте плюснефаланговых суставов и состоит из белковых коллагеновых волокон и жирового образования — «подушки». В расслабленном состоянии подушечка стопы находится в мягком и податливом состоянии, её кожа может быть смещена в проксимальном и дистальном направлениях. Если пальцы ноги вытянуты или отведены как например в фазе заднего толчка, подушечка становится напряжённой и твёрдой, а движения кожи становятся невозможными. В дистальном отделе стопы подушечка заканчивается межпальцевыми складками. Внешне в подушечке стопы выделяют межпальцевые подушечки (II, III, IV) и подушечку большого пальца (Th/I), которая соответствует возвышению большого пальца стопы также известному как дистальный тенар (Thd). На подошве в отличие от ладоней Th/I, II, III и IV межпальцевые подушечки морфологически представляют собой одно общее возвышение. Папиллярные узоры схожи с соответствующими узорам на ладонях. Обычно на II, III и IV межпальцевых подушечках встречаются петли, открытые дистально (U, или Ld) и проксимально (П, или lp), следы узора (V), открытые поля (0) и завитки (W). Узоры на межпальцевых подушечках иногда могут смещаться, то есть не соответствовать строго межпальцевым промежуткам.
Выпуклость и мягкость подушечке стопы придаёт жировая подушка, которая расположена в теле стопы между слоями подошвенной фасции. Волокна апоневроза подушечки стопы образуют продольные, поперечные и вертикальне связки. Вместе с жировыми телами инкапсулированными между связками и путями, они образуют тканевую структуру, которая привязывает кожу к скелету стопы, в то же время позволяя в продольном направлении проходить сосудам, нервам и сухожилиям мышц-сгибателей пальцев, и защищая их от давления головок плюсневых костей.
Традиционно выделяют три точки опоры стопы: пятку в заднем отделе стопы и головки I-й и V-й плюсневых костей в переднем отделе, с которыми соответственно сочленяются фаланги большого пальца и мизинца. Подушечка стопы со стороны подошвы защищает поперечный свод стопы образованный плюсневыми костями. Существуют также данные, что бо́льшую нагрузку испытывают головки II-й и III-й плюсневых костей, в частности в исследованиях атрофии жировой ткани подушечки было выявлено, что наиболее изнашивается область соответствующая II головке плюсневой кости. Подушечка стопы играет важную роль при ходьбе в опорный период, когда происходит так называемый перекат через стопу, завершающей стадией которого является включение в опору головок плюсневых костей и носка.
Через область подушечки стопы проходят преимущественно мышцы-сгибатели, а именно мышцы возвышения большого пальца, возвышения мизинца и срединного возвышения. При надавливании у новорождённого на подушечку стопы в области второго и третьего пальцев будет вызван один из врождённых физиологических рефлексов — хватательный рефлекс стопы или подошвенный рефлекс. Штриховое раздражение подошвы новорождённого в виде лёгкого проведения твёрдым предметом от пятки к подушечке стопы вызывает рефлекс Бабинского выражающийся в тыльном сгибании большого пальца стопы и веерообразном расхождении остальных.
К патологическим проявлениям относится боль в подушечке стопы при ходьбе и называется метатарзалгией. Боль обычно бывает вызвана перегрузкой одной или нескольких головок плюсневых костей, в том числе по причине их врождённого дефекта. Метатарзалгия может быть симптомом болезни Мортона — сдавливания подошвенного нерва IV пальца между III и IV плюсневыми костями или их головками. Болезнь Мортона проявляется сильной болью в области третьего межпальцевого промежутка у основания третьего и четвёртого пальцев. Патологическое уплощение поперечного свода, при котором стопа начинает опираться сразу на все головки плюсневых костей, называют поперечным плоскостопием.
В результате травм и с возрастом жировая подушка склонна уплотнению и атрофии. Для восстановления амортизирующей функции подушечки стопы применяют инъекции силикона или пересаживают бесклеточные регенерационные матрицы.
Подушечка стопы входит в число танцевальных терминов необходимых непосредственно при обучении технике танца. В восточных единоборствах подушечка стопы носит функции ударной поверхности и имеет свои названия: «апчук», «апкумчи» в тхэквондо, «чусоку», «тюсоку» в карате. Китайская оздоровительная гимнастика тайцзи выделяет малую и большую подушечки стопы, которые анатомически примерно соответствуют возвышениям мизинца и большого пальца и являются двумя из девяти важных точек, с помощью которых, согласно этой практике, человек восполняет энергию инь от Земли.
Многие люди боятся щекотки на подушечке стопы.